# Benjamin Victor Cohen
Benjamin Victor Cohen (1894-1983) est un juriste américain membre de l'administration de Franklin D. Roosevelt (Bureau exécutif du président des États-Unis) et Harry S. Truman, qui exerça une charge publique sous le régime du New Deal.

## Biographie
Il fut membre du Brain Trust.

## Publications
- Report on the Work of the United Nations Disarmament Commission (1953)
- The United Nations: Constitutional Developments, Growth, and Possibilities (Harvard University Press : 1961)